# La salvación
Adaptación cinematográfica del cuento La salvación, uno de los más conocidos y representativos de la obra del escritor argentino Isidoro Blaisten.
Codirigida por Germán A. Panarisi y Daniel Torres Arincoli, es una producción de ACRO films con la colaboración de la Asociación Cinematográfica de la Universidad Carlos III de Madrid (ACUC3M), y está protagonizada por los actores Joaquín Baldín y Martín Mujica.

## Argumento
Un hombre entra en un local comercial. Un viejo lo atiende desde detrás del mostrador. El hombre pregunta al viejo si tiene algo que lo salve... Así comienza esta metafórica y premonitoria historia ambientada en la Argentina de los años setenta.

## Certámenes en los que ha participado
- MARFICI 2009 (Festival Internacional de Cine Independiente de Mar del Plata) (Argentina, 2009)
- Festival Iberoamericano de Cortometrajes ABC (FIBABC) (España, 2009)
- Festival Cuentometraje (Los Silos, España, 2008)
- GANADOR Primer Premio Arcoiris TV del XXIII Festival del Cinema Latino Americano de Trieste (Italia, 2008)
- Van Dyck de corto (Salamanca, España, 2008)